# Sergio Osmeña jr.

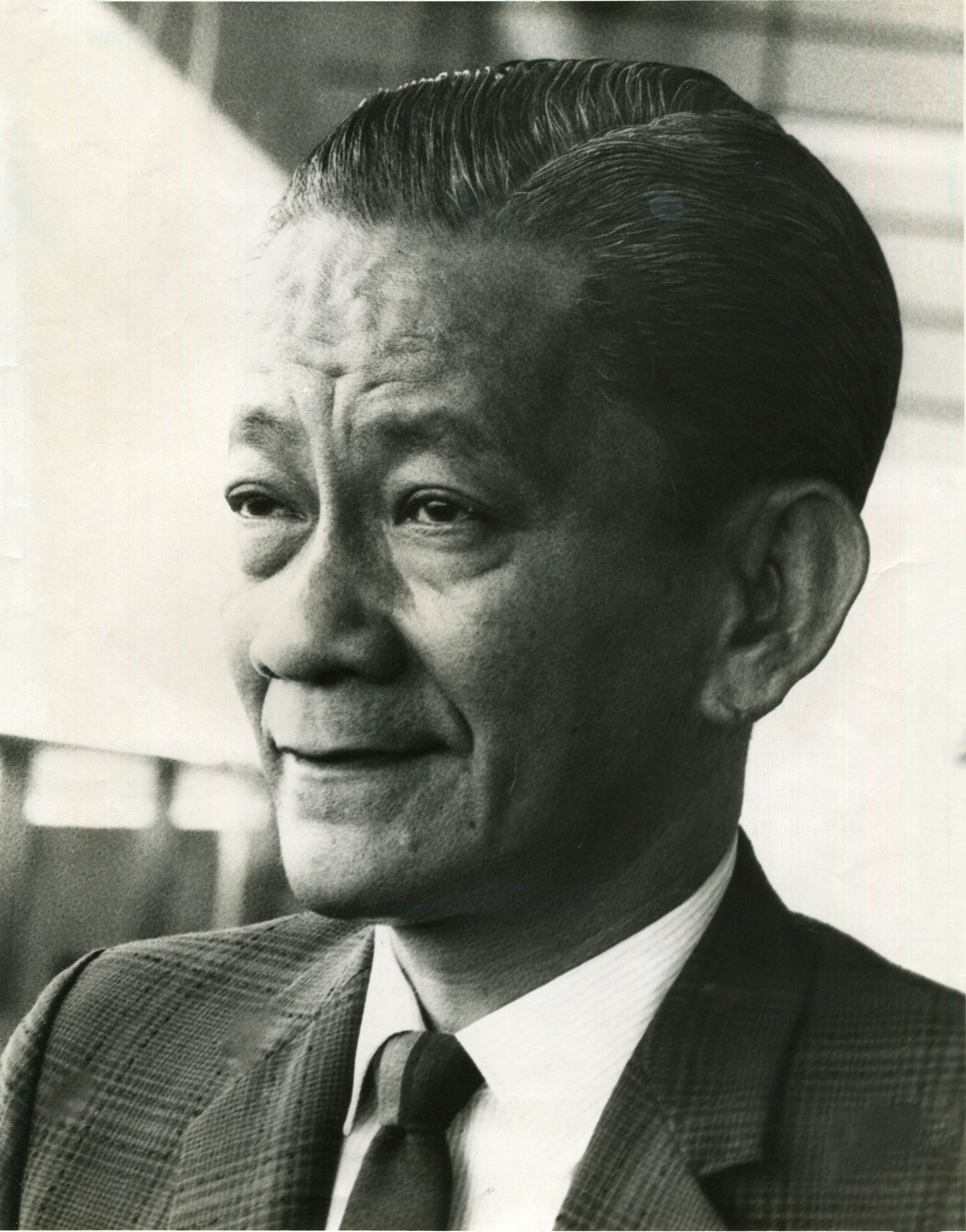
Sergio Osmeña jr.

Sergio Osmeña jr. (Cebu City, 4 december 1916 - Los Angeles, 26 maart 1984) was een Filipijns politicus. Osmeña jr, de zoon van voormalig president Sergio Osmeña, was in de jaren vijftig en zestig gouverneur van de provincie Cebu, burgemeester van Cebu City, afgevaardigde van het Filipijnse Huis van Afgevaardigden en lid van de Filipijnse Senaat. In de verkiezingen van 1969 nam Osmeña het op tegen de zittende president Ferdinand Marcos. Osmeña verloor deze verkiezingen echter, onder andere door grootschalige verkiezingsfraude en intimidatie door Marcos.
De zoon van Osmeña jr., Sergio Osmeña III, was van 1995 tot 2007 ook senator.